# Айта (бог)
Айта (aita, также пишется eita — Эйта в этрусских надписях) — этрусское имя божественного правителя подземного мира, эквивалентное греческому Аиду.

## Иконография
Он изображён лишь в нескольких образцах живописи в этрусских гробницах, таких, как Гробница Голини из Орвието и Гробница Оркуса II из Тарквинии.
Айта также изображён со своей женой Ферсипнеей (этрусский эквивалент Персефоны у греков).
На одной из погребальных урн с пеплом он изображён как антропоморфный бородатый мужчина, одетый в плащ из кожи и в меховую шапку, возможно из собачьего или волчьего скальпа, с большим жезлом, вокруг которого намотана змея; он готовится увести в подземный мир человека, чей прах был внутри урны, и чей дух проходит сквозь врата на тот свет. На голове покойного надет металлический колпак гаруспика, провидца.

## Этрусские подземные боги
Этрусский пантеон подземных богов включал также Чаруна, Калу, Ферсипнею, Турмса, Ванту и Кулсу.